# Винслоу (Небраска)
Винслоу (енгл. Winslow) град је у америчкој савезној држави Небраска.

## Демографија
По попису из 2010. године број становника је 103, што је 1 (-1,0%) становника мање него 2000. године.
| Група             | 2000.       | 2010.       |
| Белци             | 100 (96,2%) | 102 (99,0%) |
| Афроамериканци    | 0 (0,0%)    | 0 (0,0%)    |
| Азијати           | 0 (0,0%)    | 0 (0,0%)    |
| Хиспаноамериканци | 4 (3,8%)    | 1 (1,0%)    |
| Укупно            | 104         | 103         |